# 3D nyomtatás
A 3D nyomtatás vagy additív gyártás egy 3D-s tárgy felépítése egy CAD model vagy egy digitális 3D modell alapján. Többféle anyagot (például különféle műanyagok, folyadékok, fémek, mikroszemcsék) és többféle eljárást felhasználhat számítógéppel vezérelve. Általában rétegekből építkezve valósul meg. A technológia hajnalán, a XX. század végén főleg gyors és olcsó, funkcionális vagy esztétikai prototípusgyártásra használták. A 2020-as évekre azonban már olyan komoly 3D nyomtatók készültek, amelyekkel a hatalmas űrrakétáktól kezdve a rendkívül komplex biotechnológiai eszközökig, sőt, élő sejteket tartalmazó szövetekig, számos eszköz legyártható, így az ipari 3D nyomtatás mind újabb és újabb területeket hódít meg.

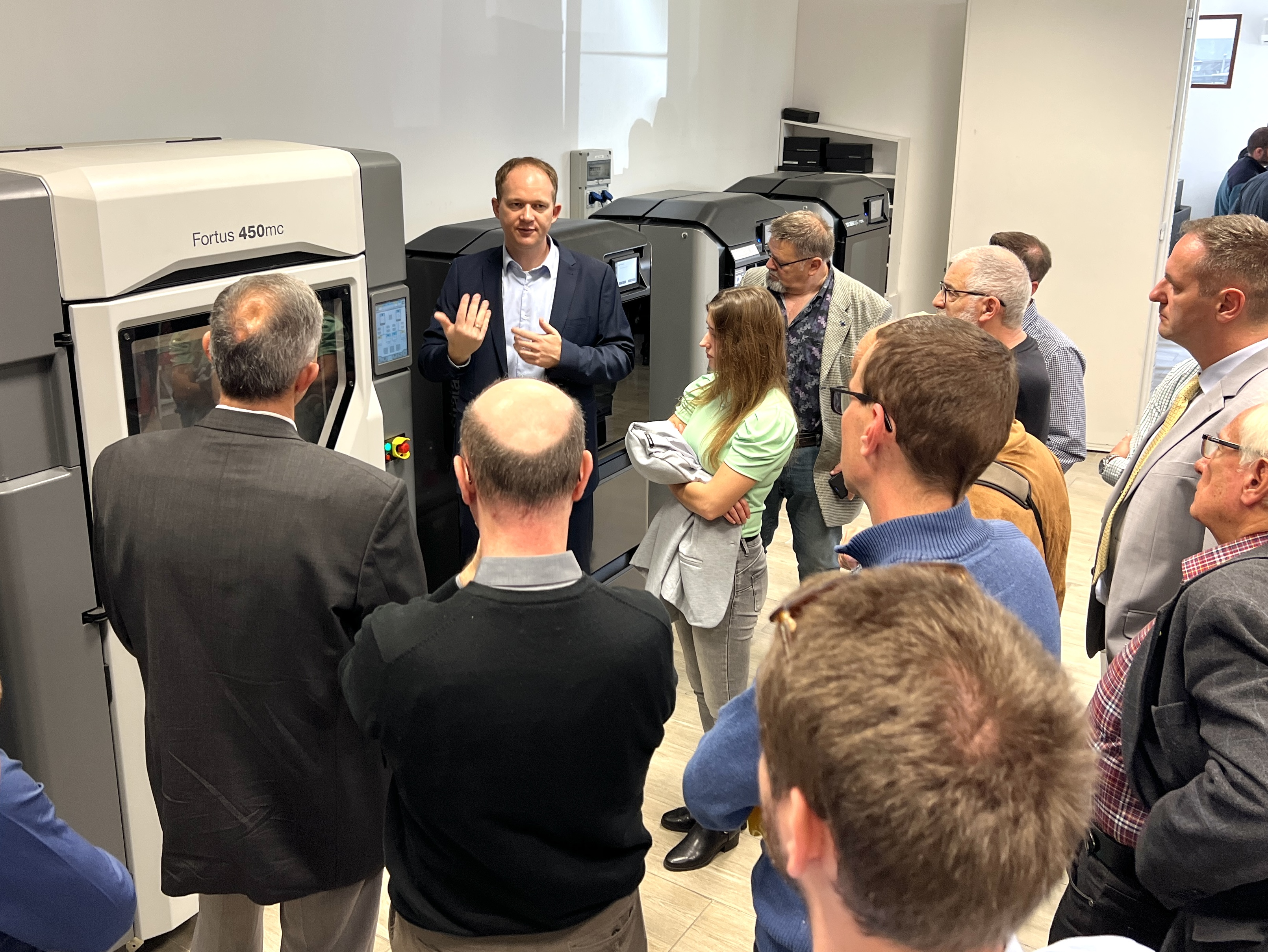
Ipari 3D nyomtatás bemutató a Varinex vállalat Magyarországi központjában

## Története

### Korai koncepciók
Már a XX. század közepén jól látszott, hogy számos műszaki terület, például az ipari robotika, különösen a számítógéppel segített tervezés és gyártás döntő jelentőségűvé válik, így a 3D nyomtatás elmélete már ekkor kezdett kibontakozni. A 70-es években már megfogalmazódott, hogy az ipari robotika segítségével olvadáspontból azonnal szilárduló rétegekből lehetne komplexebb formákat gyártani, ezt részleten bemutatta David E. H. Jones is a New Scientist Ariadné című rovatában.

### Áttörés az 1980-as évektől
A 3D nyomtatás gyakorlati megvalósulásában az áttörés az 1980-as években következett be elsősorban amerikai és francia mérnökök munkájaként. Utóbbiak Alain Le Méhauté vezetésével alkották meg a sztereolitográfiai – SLA – eljárást.
Ezt követte az FDM ("Fused Deposition Modeling" szálbehúzásos) technológia, amely már a Stratasys kutatás-fejlesztési eredményeihez fűződik.
Másik eljárás még a lézeres szinterezés: SLS  ("Selective Laser Sintering") technológia.

## Az ipari 3D nyomtatás Magyarországon
Magyarországon 1998 előtt 3D nyomtatás még nem volt, csak tervezés, mert nem lehetett rá megteremteni a fedezetet.
A nemzetközi feltételek ekkor teremtődtek meg.
A BME és a FabiCAD, 2001-től Varinex Zrt., amely később a Statasys hivatalos magyarországi partere lett, úttörő módon ekkor indította el a 3D nyomtatást Magyarországon.
Az ipari SLA technológiához hazai versenye 2013-ban indult, ekkor a Kvint-R Kft. révén a 3D Systems is képviseletet nyitott Budapesten.
Ugyanakkor az olyan projektek révén, mint a Fab@Home vagy a RepRap Project már a 2010-es évek első felében érdeklődés nyílt az otthoni 3D nyomtatás felé is.

## A hobbi 3D nyomtatás
Az egyszerű, magáncélú hobbi 3D nyomtatás 2020 körüli indulása annak volt köszönhető, hogy a legegyszerűbb gépek pár 100 USD összegért beszerezhető váltak. Ezek jellemzően FDM-gépek, amelyekhez a legolcsóbb filamentek is kaphatók. A hobbinyomtatásnál általában nem szükséges az ipari szintű 3D nyomtatásnál jellemző mikrométeres precizitás.

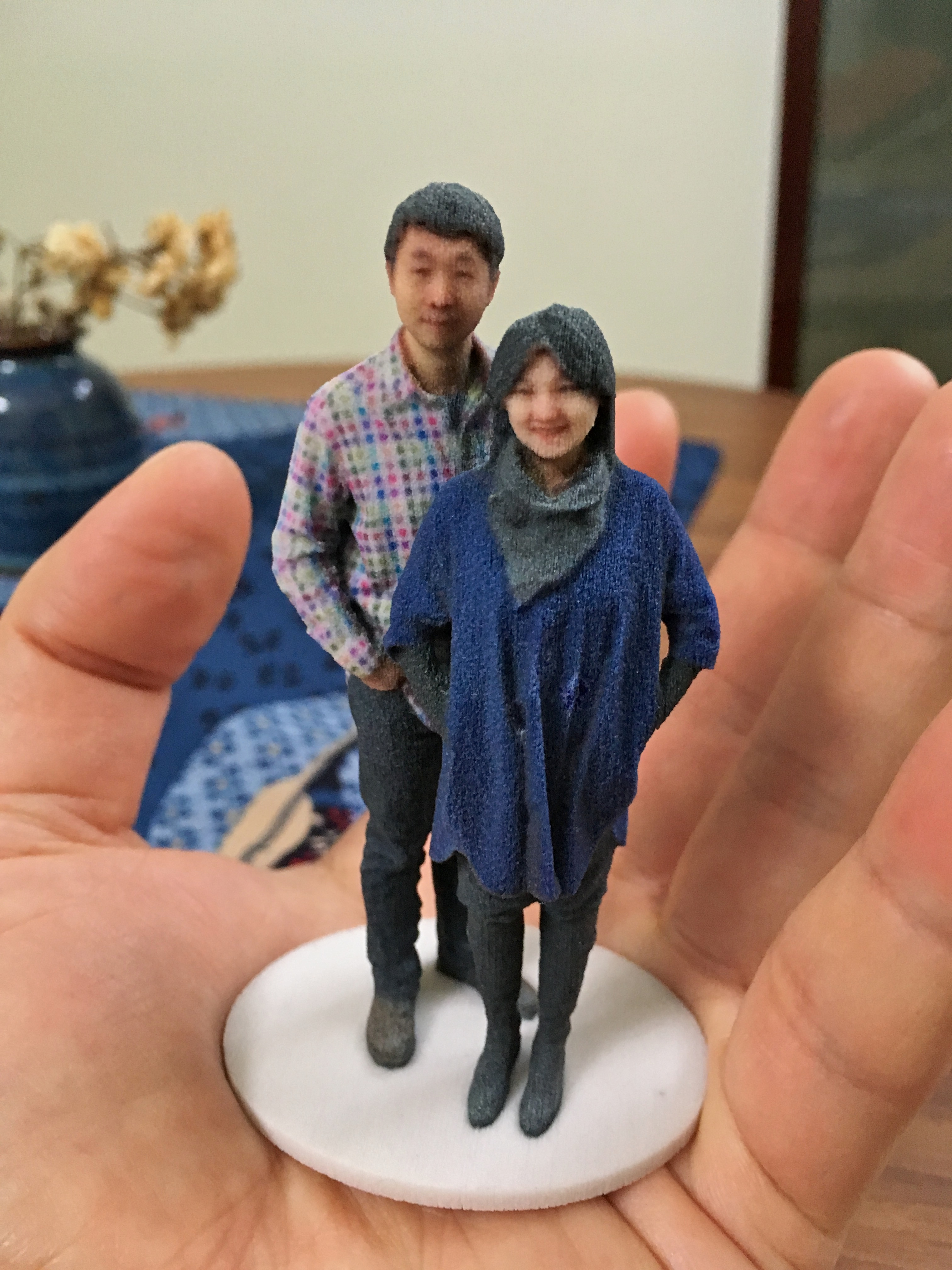

## Környezeti hatások
A jelenlegi tudományos konszenzus szerint a 3D nyomtatásban alapvetően pozitívan megmutatkozó környezeti potenciál rejlik, mivel csökkenti a nem környezetbarát anyagok felhasználását. Hosszú távon 97%-ra becsülhető a 3D nyomtatás nyersanyag-hatékonysága. Ez a jó mutató még nem mindenhol teljesül: fontos elérni, hogy még fém felhasználásánál se maradjon ennél több fémpor.

## Fordítás
Ez a szócikk részben vagy egészben  a(z)   3D printing című angol Wikipédia-szócikk fordításán alapul.  Az eredeti cikk szerkesztőit annak laptörténete sorolja fel. Ez a jelzés csupán a megfogalmazás eredetét és a szerzői jogokat jelzi, nem szolgál a cikkben szereplő információk forrásmegjelöléseként.